# Seterstøa Station
Seterstøa Station (Seterstøa stasjon) var en jernbanestation, der lå i bygden Seterstøa i Nes kommune på Kongsvingerbanen i Norge. 
Stationen åbnede sammen med banen 3. oktober 1862 under navnet Sæterstøen, men den skiftede navn Seterstøa i april 1921. Den blev fjernstyret 21. maj 1966, og 15. august 1967 blev den gjort ubemandet. Stationen blev nedlagt 9. december 2012 i forbindelse med indførelsen af ny køreplan for togtrafikken i Østlandsområdet.
Stationsbygningen er opført i schweizerstil og er som de øvrige stationer på Kongsvingerbanen tegnet af arkitekterne Heinrich Ernst Schirmer og Wilhelm von Hanno. Bygningen er fredet. På Sander Station andetsteds på banen står der en bygning af samme type.